# Банська-Бистрицька операція
Ба́нська-Би́стрицька опера́ція (рос. Банска-Быстрицкая наступательная операция) — фронтова наступальна операція радянських військ на Східному фронті Другої світової війни з метою розгрому угрупування німецьких військ, що оборонялися в Центральній Словаччині. Операція проводилася силами військ 2-го Українського фронту (командувач Маршал Радянського Союзу Малиновський Р. Я.) за сприяння румунських та чехословацьких військ у період з 10 по 30 березня 1945 року з метою сковування військ групи армій «Південь» у Центральній Словаччині.

## Історія

### Передумови
У березні 1945 року основні сили 2-го Українського фронту під керівництвом Маршала Радянського Союзу Р. Я. Малиновського відбивали німецький наступ у ході Балатонської оборонної операції і готувалися до переходу в наступ у рамках Віденської наступальної операції. Правий фланг фронту в цей час діяв у Центральній Словаччині проти німецьких військ 8-ї армії групи армій «Південь» і забезпечував з півночі прикриття основного ударного угруповання фронту.
Основний тягар операції виконували формування 40-ї армії генерал-лейтенанта Жмаченко П. Ф. З півдня її підтримувала 53-тя армія генерал-лейтенанта Манагаров І. М. (25 березня цю армію перекинули на інший напрямок для участі у Віденській наступальній операції). Румунські армії виконували завдання із забезпечення дій на напрямку головного удару і наступали на другорядних напрямках.
Жодної оперативної паузи перед операцією не було — ті ж самі завдання на тих самих напрямках війська виконували всю першу декаду березня. Тому дата початку операції — 10 березня — досить умовна.

### Хід операції
З 10 до 14 березня війська 40-ї та 53-ї армій 2-го Українського фронту просунулися на глибину від 4 до 10 кілометрів. 14 березня війська 40-ї армії оволоділи містом Зволен і з ходу форсувала річку Грон, а 53-тя армія до 21 березня у своїй смузі наступу витіснила німецькі частини на правий берег річки Грон. 25 березня 40-ва армія вийшла до сильно укріпленого міста Банська Бистриця. Замість штурму міста командувач армії наказав передовим групам зайняти всі панівні висоти навколо міста і перехопити або взяти під обстріл усі дороги, що ведуть до міста. Коли це виконали, німецький гарнізон мусив кинути міцні оборонні позиції і з боями пробиватися з міста. Захоплення Банської Бистриці зайняло всього кілька годин. Цього ж дня 53-тя армія форсувала річку Грон у своїй смузі наступу й захопила плацдарм глибиною до 6 кілометрів. Щодня радянські війська на окремих напрямках просувалися від 4 до 8 кілометрів, іноді просування обчислювалося сотнями метрів на добу, але просування було щоденним. Противник чинив запеклий опір, майже щодня проводив потужні контратаки та іноді навіть відтісняв війська, що наступали.
Уся операція являла собою вперте просування радянських військ на захід сильно пересіченою гірничо-лісистою місцевістю Західних Карпат. Основні гірські хребти, долини і річки, що протікають ними, а також дороги проходили перпендикулярно лінії просування радянсько-румунських військ. Усі ці природні рубежі були підготовлені до оборони противником і зайняті німецькими та угорськими військами, що істотно ускладнювало наступ. Часто наступ вівся на напрямках, ізольованих один від одного природними перешкодами. Основним видом бойових дій стали обхідні маневри спеціально сформованих передових загонів, утворених на основі стрілецьких підрозділів і посилених кулеметами і мінометами, а також легкою артилерією. Для взяття кожного рубежу або опорного пункту оборони залучалося одразу кілька таких маневрено-штурмових груп. Для взяття вузлів оборони, які особливо завзято чинили опір, підтягувалася значна кількість артилерії. Усе це сильно знижувало темпи наступу, але гарантувало його безперервність і сковування великих сил німецько-угорських військ.

### Підсумки операції
До 30 березня радянські війська пройшли з безперервними боями 30 кілометрів, захопили 2 міста і близько 170 населених пунктів. Цей день вважається датою завершення операції, хоча фактично бої тривали без паузи. За час операції втрати 2-го Українського фронту досягли 2104 особи загиблими, 9033 особи пораненими та хворими, всього 11 137 осіб. Втрати румунських військ становили 223 убитих та 1016 поранених.
Німецькі дані про втрати своїх військ не встановлені. Згідно з підрахунком щоденних відомостей у «Журналах бойових дій» 40-ї та 53-ї армій, за період з 10 по 30 березня 1945 року війська цих армій знищили 7942 солдати і 1603 взято в полон.